# Юридівка
Юридівка — колишній населений пункт в Кіровоградській області у складі Голованівського району.

## Стислі відомості
Юридівка була виділена Щесним—Потоцьким Голованівському костьолу, від чого ця частина називалася інколи Ксендзівкою. Приблизно 1831 року поселення поступило в казну, а ксьондзам Голованівського приходу назначено жалування від казни.
Станом на 1885 рік — село, Голованівська волость, Балтський повіт.
В 1930-х роках — у складі Голованівської селищної ради Голованівського району Одеської області.
В часі Голодомору 1932—1933 років від нелюдської смерті померло не менше 2 людей.
Приєднане до міста Голованівськ. Дата зникнення станом на квітень 2023 року невідома.